# Living for the Weekend
«Living for the Weekend» — четвертий та фінальний студійний альбом британсько-ірландського поп-гурту The Saturdays. Реліз відбувся 14 жовтня 2013 року.

## Список композицій
| Living for the Weekend — Стандартне видання | Living for the Weekend — Стандартне видання | Living for the Weekend — Стандартне видання                                                | Living for the Weekend — Стандартне видання           | Living for the Weekend — Стандартне видання |
| #                                           | Назва                                       | Автор                                                                                      | Продюсер(и)                                           | Тривалість                                  |
| ------------------------------------------- | ------------------------------------------- | ------------------------------------------------------------------------------------------ | ----------------------------------------------------- | ------------------------------------------- |
| 1.                                          | «What About Us» (із Sean Paul)              | Camille Purcell Ollie Jacobs Philip Jacobs Sean Henriques                                  | Art Bastian James F. Reynolds (additional production) | 3:40                                        |
| 2.                                          | «Disco Love»                                | Pálmi Ragner Ásgeirsson Ásgeir Orri Ásgeirsson Saethór Kristjánsson Adam Klein             | StopWaitGo                                            | 3:13                                        |
| 3.                                          | «Gentleman»                                 | Priscilla Renea Hamilton Lukas Nathanson Scott Effman                                      | Scott Effman                                          | 3:40                                        |
| 4.                                          | «Leave a Light On»                          | Mike Mani Jordan Omley Lisa Scinta Amber Riley [ 11 ]                                      | The Jam                                               | 3:36                                        |
| 5.                                          | «Not Giving Up»                             | Antonio Egizii Celetia Martin David Musumeci Carl Ryden Carla Williams [ 12 ]              | Carl Ryden                                            | 3:03                                        |
| 6.                                          | «Lease My Love»                             | Hamilton Rodney "Darkchild" Jerkins [ 13 ]                                                 | Jerkins                                               | 3:40                                        |
| 7.                                          | «30 Days»                                   | Steve Mac Autumn Rowe                                                                      | Mac                                                   | 3:04                                        |
| 8.                                          | «Anywhere with You»                         | Уна Хілі Моллі Кінг Френкі Брідж Рошель Хьюмс Ванесса Вайт David Schuler Mani Omley [ 11 ] | The Jam                                               | 3:16                                        |
| 9.                                          | «Problem with Love»                         | Mani Omley James Scheffer [ 11 ]                                                           | The Jam Jim Jonsin                                    | 3:38                                        |
| 10.                                         | «You Don't Have the Right»                  | Diane Warren                                                                               | Red Triangle                                          | 3:43                                        |
| 11.                                         | «Don't Let Me Dance Alone»                  | Хілі Кінг Брідж Хьюмс Вайт Mani Omley [ 11 ]                                               | The Jam                                               | 3:26                                        |
| 12.                                         | «Somebody Else's Life»                      | Хілі Кінг Брідж Хьюмс Вайт Charlie Holmes Lucie Silvas Judie Tzuke [ 15 ]                  | Charlie Holmes                                        | 2:52                                        |

| Living for the Weekend — Розширене видання (бонусні треки) | Living for the Weekend — Розширене видання (бонусні треки)   | Living for the Weekend — Розширене видання (бонусні треки)   | Living for the Weekend — Розширене видання (бонусні треки) | Living for the Weekend — Розширене видання (бонусні треки) |
| #                                                          | Назва                                                        | Автор                                                        | Продюсер(и)                                                | Тривалість                                                 |
| ---------------------------------------------------------- | ------------------------------------------------------------ | ------------------------------------------------------------ | ---------------------------------------------------------- | ---------------------------------------------------------- |
| 13.                                                        | «Wildfire»                                                   | Хілі Кінг Брідж Хьюмс Вайт Julian Gingell Barry Stone [ 17 ] | The Alias                                                  | 3:37                                                       |
| 14.                                                        | «What About Us» (Extended Mix)                               | Purcell O. Jacobs P Jacobs                                   | Bastian, Reynolds                                          | 3:51                                                       |
| 15.                                                        | «What About Us» (із Sean Paul) (The Buzz Junkies Radio Edit) | Purcell Henriques O. Jacobs P Jacobs                         | Bastian, Reynolds (Remixed by the Buzz Junkies)            | 3:23                                                       |
| 16.                                                        | «Gentleman» (The Alias Radio Edit)                           | Renea Nathanson Effman                                       | Effman (Remixed by the Alias)                              | 3:26                                                       |
| 17.                                                        | «Disco Love» (Wideboys Radio Edit)                           | P Ásgeirsson Á. Ásgeirsson Kristjánsson Klein                | StopWaitGo (Remixed by Wideboys)                           | 3:21                                                       |
| 18.                                                        | «Not Giving Up» (JRMX WeLovePop Radio Edit)                  | Ryden, Williams, Egizii, Martin, Musumeci                    | Carl Ryden (Remixed by JRMX WeLovePop)                     | 3:52                                                       |

## Чарти
| Чарт (2013)                     | Позиція |
| ------------------------------- | ------- |
| Ірландія Irish Albums (IRMA)    | 16      |
| Шотландія Scottish Albums (OCC) | 11      |
| Велика Британія UK Albums (OCC) | 10      |
| США Top Heatseekers (Billboard) | 25      |

## Історія релізів
| Країна          | Дата             | Формат                  | Лейбл                 | Видання               |
| --------------- | ---------------- | ----------------------- | --------------------- | --------------------- |
| Австрія         | 11 жовтня 2013   | CD Цифрове завантаження | Fascination Polydor   | Стандартне, Розширене |
| Бельгія         | 11 жовтня 2013   | CD Цифрове завантаження | Fascination Polydor   | Стандартне, Розширене |
| Чехія           | 11 жовтня 2013   | CD Цифрове завантаження | Fascination Polydor   | Стандартне, Розширене |
| Ірландія        | 11 жовтня 2013   | CD Цифрове завантаження | Fascination Polydor   | Стандартне, Розширене |
| Німеччина       | 11 жовтня 2013   | CD Цифрове завантаження | Fascination Polydor   | Стандартне, Розширене |
| Нідерланди      | 11 жовтня 2013   | CD Цифрове завантаження | Fascination Polydor   | Стандартне, Розширене |
| Нова Зеландія   | 11 жовтня 2013   | CD Цифрове завантаження | Fascination Polydor   | Стандартне, Розширене |
| Чехія           | 11 жовтня 2013   | CD Цифрове завантаження | Fascination Polydor   | Стандартне, Розширене |
| Словенія        | 11 жовтня 2013   | CD Цифрове завантаження | Fascination Polydor   | Стандартне, Розширене |
| Словаччина      | 11 жовтня 2013   | CD Цифрове завантаження | Fascination Polydor   | Стандартне, Розширене |
| ПАР             | 11 жовтня 2013   | CD Цифрове завантаження | Fascination Polydor   | Стандартне, Розширене |
| Швейцарія       | 11 жовтня 2013   | CD Цифрове завантаження | Fascination Polydor   | Стандартне, Розширене |
| Велика Британія | 14 жовтня 2013   | CD Цифрове завантаження | Fascination Polydor   | Стандартне, Розширене |
| Японія          | 16 жовтня 2013   | CD Цифрове завантаження | Universal Music Japan | Стандартне, Розширене |
| Австралія       | 18 жовтня 2013   | CD Цифрове завантаження | Polydor               | Стандартне, Розширене |
| Канада          | 22 жовтня 2013   | Цифрове завантаження    | Mercury               | Стандартне, Розширене |
| США             | 22 жовтня 2013   | Цифрове завантаження    | Mercury               | Стандартне, Розширене |
| Канада          | 5 листопада 2013 | CD                      | Mercury               | Розширене             |